# Saint-Vincent-sur-Graon
Saint-Vincent-sur-Graon település Franciaországban, Vendée megyében. Lakosainak száma 1592 fő (2022. január 1.). Saint-Vincent-sur-Graon La Boissière-des-Landes, La Bretonnière-la-Claye, Le Champ-Saint-Père, Le Givre, Moutiers-les-Mauxfaits, Saint-Avaugourd-des-Landes, Saint-Cyr-en-Talmondais és Rives de l’Yon községekkel határos.

## Népesség
A település népessége az elmúlt években az alábbi módon változott:
| Lakosok száma | 1389 | 1456 | 1503 | 1485 | 1517 | 1535 | 1554 | 1570 | 1592 |
|               | 2013 | 2015 | 2016 | 2017 | 2018 | 2019 | 2020 | 2021 | 2022 |